# Elacatinus prochilos
Elacatinus prochilos és una espècie de peix de la família dels gòbids i de l'ordre dels perciformes.

## Morfologia
Els mascles poden assolir els 4 cm de longitud total.

## Distribució geogràfica
Es troba al sud de Florida i a les Petites Antilles.